# 育成選手制度 (日本プロ野球)
育成選手制度（いくせいせんしゅせいど）とは、日本のプロ野球（日本野球機構、NPB）において育成を目的として球団の選手契約枠を拡大する制度。
この制度下で在籍する選手は育成選手と呼称され、その選手契約は育成選手契約ないし育成契約と呼ばれる。

## 概説
その名の通り、実戦よりも育成を主目的とした選手契約のための制度であり、この制度下に置かれる育成選手は一軍の公式戦に出場できないなどプロ野球選手としての活動に大幅な制限が掛けられる。育成選手はドラフト会議における育成ドラフトで獲得するほか、所属球団から自由契約になった後に育成選手登録に切り替えることができる。また外国人選手を育成選手とすることもできる。
社会人野球（日本野球連盟登録チーム）に在籍する選手は、「『技術向上と社会教育』という育成制度の理念から外れる」として育成ドラフトでの指名は原則行われていない（明確な規定があるわけではない）。ただし、退部したのち独立リーグ球団所属選手として育成ドラフトで指名された事例（例：古長拓）や、通常のドラフトで支配下登録選手として入団後、故障や引退試合出場などの事情で育成選手として再契約した事例（例：伊藤優輔）はある。
育成契約を行う目的については厳密に運用されているわけではなく、育成という観点からは外れた以下のような契約事例も見られる。
- トミー・ジョン手術など復帰に時間を要する手術・怪我を受けた選手のリハビリ（例：才木浩人）
- 他球団を自由契約となった選手の能力見極め（例：中村紀洋）
- 故障者の多発により二軍戦の出場選手が不足した際の緊急補充（例：駒月仁人）
- 支配下登録枠を消費することなくオープン戦で引退試合に出場させるための措置（例：岩瀬仁紀）

なお、上記の岩瀬は45歳で中日ドラゴンズと育成契約を結んでおり、育成選手の最年長記録である。また育成契約期間が最も長かったのは成瀬功亮（巨人・8年間）である。
基本的に支配下登録選手よりも下部に位置する概念とされ、支配下登録から育成登録に切り替えられた場合は「育成降格」や「育成落ち」、逆に育成契約から支配下登録された場合は「支配下昇格」などと表現される。

## 前史
NPBでは、1965年にドラフト制度が導入されてから、支配下登録選手枠の上限である60人を越えた場合、以前は「練習生」（一軍・二軍を通じて公式戦の出場は出来ないが、チームの練習には参加可能）という扱いとなっていた。
まず1970年に、ドラフト指名とならなかった選手を練習生、球団職員として採用することを禁止する申し合わせがなされた。しかし、この申し合わせは全く守られておらず、練習生制度を利用したドラフト候補選手の囲い込みが行われていた。具体的には、球団が有望選手を球団職員という名目で契約するなどしてチームの練習に帯同させる（練習生として参加させる）という方法である。他球団は、この場合であってもドラフトで当該選手を指名できるが、球団のユニフォームを着て練習に帯同する既成事実が作られるために手が出しにくくなるというのである。このような例として、伊東勤、大豊泰昭、中込伸が挙げられる。特に、1988年のドラフトでは、大豊、中込の2人がこの方法で指名されたため、翌日の新聞は、「他球団は見て見ぬふりをした。……やがて、こちらも同じ手を使うかもしれない。そのときは、よろしくのつもりなのか」、「こういうことが続けば、ドラフトは骨抜きになる」と批判した。
以上のほかにも、怪我や米国への野球留学で出場機会のない選手を、任意引退公示によって支配下から外す形の練習生とする例（荒木大輔、工藤公康、吉村禎章ほか多数）が一般的になされていた。しかし、この手法を理解していなかった河野博文は、アキレス腱断裂の重傷を負った1990年、球団から任意引退公示されたため、クビを宣告されたと思い失意のうちに失踪騒動を起こしたことがあった。
そこで、1992年以後は練習生契約は禁止され、支配下登録選手枠の上限も70人に拡大された。しかし、アマ野球、特に社会人野球での廃部が相次ぎ、野球選手の裾野の狭まりへの対策と将来の有望な若手選手らを育成する観点から、2005年に「準支配下登録選手」の制度設置を審議。11月に開かれた実行委員会の席で正式に導入されることが決まった。導入決定の背景には、広島東洋カープ常務取締役球団本部長の鈴木清明の方針をヒントにした、清武英利（当時読売ジャイアンツ代表）の強い推進があった。
なおこの時、一部の球団より「選手枠の上限を撤廃すべき」という主張もあったがルール改正には至らなかった。
2007年に中日ドラゴンズが上限一杯となった支配下登録選手枠を空けるため金本明博をウェイバー公示にかけた上で育成選手として再契約を行おうとしたことに日本プロ野球選手会が抗議するなど、制度が定着するに従って一部で論議が発生している。この騒動を受けて、シーズン中の支配下選手から育成選手への契約切り替えは禁止されることになった。

## 規定
育成選手登録に関する各種制度は「日本プロ野球育成選手に関する規約」に定められ、支配下登録選手に対する「日本プロフェッショナル野球協約」（野球協約）とは異なる規定が適用される。
野球協約に存在する任意引退選手（野球協約第59条）や処分選手（同60条、制限選手や失格選手など）の規定は「日本プロ野球育成選手に関する規約」には存在しておらず、支配下選手への移行以外で育成選手登録を外れる規定は自由契約選手のみとなっている。
- 育成選手とは連盟選手権試合（ペナントレース公式戦）へ出場可能な支配下登録を目指すため、野球技能の錬成向上およびマナー養成を目的とした選手のことを言う。
- 支配下登録選手（原則上限70人。ただし球団の合併や解散などがあった場合は上限80人）が65人以上いるチームが獲得できる。ただし7月31日時点で支配下選手数が65名に満たない球団は、育成選手を支配下選手に移行するか、新たな支配下選手の獲得を実行委員会に報告し、支配下選手を65名以上にすることで実行委員会が目的に害さないと判断し承認した時には保有することができる。
- 新人選手を育成選手として指名するには育成選手選択会議（育成ドラフト、2次ドラフトともいう。基本的に、ドラフト会議の開催日に通常のドラフトに引き続き行う。ただし2005年度は準備に時間がかかったため12月に開かれた）にかけることが必要である。順位はドラフトの指名順で行われる。これは全指名120名枠に含めることとする（研修生を指名する場合を除く）。
  - ただし新人選手に該当しない選手（支配下経験がある者）、あるいは外国人選手に関してはこの限りではない。
- 契約期間は3年とする（7月1日以降に採用された育成選手については、1年目のシーズンは算入しない）。3年間同一チームと育成選手として契約した選手が、その球団から翌年度に支配下選手として契約を締結されない場合はその年の11月30日に自動的に自由契約選手となる。自由契約とならない選手は「育成選手保留者名簿」に掲載される[4]。
  - 当初、この条件で自由契約となった育成選手とは育成再契約できないという条件があったが、2008年11月の日本プロ野球組織（NPB）と労組・日本プロ野球選手会の事務折衝により、支配下選手として契約を締結されない開示を受けた年の11月1日から4年目以降（1シーズンごと）は育成選手として再度旧所属球団または他球団との契約が可能となった。
  - なお、3年間を経過する前に他球団を自由契約となって入団した選手についても契約保留者名簿に掲載される。2022年の育成ドラフトでオリックスに指名された西濱勇星は1年目の2023年オフに自由契約となり、翌2024年途中にヤクルトに育成選手として入団したが、西濱は同年オフの育成選手保留者名簿に記載されている[5]。
- 育成選手としてドラフト指名されたが入団を拒否した場合でも、進学等によりドラフト対象選手制限に抵触しない限り1年後は再度すべてのチームがドラフト指名できる。承認した場合は契約番号その他を育成選手名簿に登録し開示する。解雇されたときも同様である。
- 最低年俸は230万円となっている。更新した場合も同様とする。また、新人選手には支度金として標準300万円が支払われる。原則として1年間の年俸を表しているが、学校卒業見込の者は3月1日からとする。
- 背番号は3桁の数字とする。支配下登録選手に変更する場合、背番号を1桁（0を含む）または2桁（00を含む。01〜09は不可）に変更しなければならない[注 1]。なお、2010年11月9日以前は「100番以降」という条件だったが、巨人が「チームスタッフ（打撃投手、ブルペン捕手、用具係など）の背番号と紛らわしい[注 2]」という理由で改正を提案、「0から始まる3桁（001、002など）でも可」という条件に変更され、のちに楽天、DeNA、オリックス、ヤクルトでも採用された。その他ほとんどのチームは100番台を使用しているが、中日は100番台を球団スタッフが使用しているため200番台を育成選手用に充てている[注 3]。
- 出場可能な公式戦（二軍の公式戦では球団統一ユニフォームを着用する）は二軍の試合に限られ1試合に5人までしか出場できない。当初はフレッシュオールスターとファーム日本選手権は出場できないとされており、オープン戦に関しても、技術的なレベルの差などを考慮して、原則的に認められていなかった。現在では春季オープン戦、春季教育リーグ、秋季教育リーグ、チャレンジマッチ、フレッシュオールスターゲーム、ファーム日本選手権試合等に出場できるようになっている。
  - 2007年3月7日よりオープン戦への出場が、2007年9月30日のプロ野球実行委員会にてファーム日本選手権への出場が認められ、2009年の日本選手権に巨人の山本和作が出場した。また、2010年のソフトバンクの猪本健太郎はフレッシュオールスターに育成選手のまま出場した初めての例となった。
- 球団は実行委員会の承認後、育成選手を独立リーグに所属する球団に一定期間派遣することができる（詳細は後述の「独立リーグへの派遣」を参照）。海外に派遣する場合は、コミッショナー事務局に届け出る必要がある。
- 育成選手だけのチームを結成し、日本野球連盟に加盟することができる（シリウスを参照）。
- シーズン中の育成選手登録から支配下選手登録への移行は7月末まで認められ、登録以降は一軍公式戦の出場も可能となる。ただし2008年シーズンより、育成契約初年度かつ26歳以上の外国人選手については、昇格は3月末までしか認められない。
  - 2008年シーズンよりシーズン中の支配下選手から育成選手への契約の切り替えはシーズン中にはできない。ただし、シーズン終了後に自由契約となった支配下選手が旧所属球団または他球団と育成選手として再契約することは認められる。
  - 開幕が大幅に遅れた2020年シーズンは昇格期限が9月末とされた。
  - 2021年シーズンは、外国人選手の入国が大幅に遅れていることを受け、育成契約初年度26歳以上の外国人選手の昇格期限が7月末まで延長された[6]。
- 支配下選手登録されたことのある者が育成選手として契約した次年度に、支配下選手として契約されない場合は自由契約とする。
  - 4年目を迎える場合と同じく、旧所属球団または他球団と再契約することは認められている。
- 球団は、育成登録をしている選手を、7月31日まで他球団に移籍（移籍金10万円、支配下で移籍金30万円を他球団負担）させ支配下選手・育成選手とさせることができる。残余期間はそのシーズンを引き継ぐ。
- トレードでの移籍も可能。

### 育成選手の活動
上記の通り育成選手は一軍公式戦に参加することはできないため、シーズン中はファームの試合に出場することになる。ただしファーム公式戦でもなお育成選手の参加人数に制限があるため、一部の球団は二軍よりもさらに下部のチームとして三軍や四軍を設置し、大学や社会人のチームとの間で実戦機会を確保している。
かつてイースタン・リーグでは、試合の出場機会に恵まれぬ選手を主対象に育成選手中心の連合チームが結成され、これまでにイースタン・リーグ チャレンジ・マッチにおける「フューチャーズ」と、社会人チーム・独立リーグチームとの練習試合を目的とした「シリウス」が結成された。このうちシリウスは2009年・2010年の2年活動したが、2011年以後は事実上活動休止となっている。

## 現在の育成選手
- 球団は設立順、選手は背番号順。
- 太字は支配下登録経験者。
- 自由契約を経て育成再契約したものは、支配下登録からの変更である場合のみ記載し、育成で年数経過することによる自動的な自由契約はこれに含まない。

### 読売ジャイアンツ
| 背番号 | 名前                   | 守備位置 | 入団経緯                              |
| ------ | ---------------------- | -------- | ------------------------------------- |
| 002    | 中田歩夢               | 内野手   | 2024年自由契約→育成再契約             |
| 004    | 村山源                 | 内野手   | 2023年育成ドラフト2位                 |
| 005    | 田上優弥               | 内野手   | 2023年育成ドラフト4位                 |
| 006    | 坂本勇人               | 捕手     | 2020年育成ドラフト6位                 |
| 007    | 宇都宮葵星             | 内野手   | 2023年育成ドラフト3位                 |
| 008    | 相澤白虎               | 内野手   | 2022年育成ドラフト5位                 |
| 010    | 大津綾也               | 捕手     | 2021年育成ドラフト10位                |
| 012    | 三浦克也               | 投手     | 2023年育成ドラフト1位                 |
| 013    | フリアン・ティマ       | 外野手   | 2021年新外国人                        |
| 014    | 堀江正太郎             | 投手     | 2024年育成ドラフト2位                 |
| 015    | 鈴木圭晋               | 投手     | 2024年育成ドラフト3位                 |
| 016    | 千葉隆広               | 投手     | 2023年育成ドラフト6位                 |
| 018    | 木下幹也               | 投手     | 2020年育成ドラフト4位                 |
| 019    | 園田純規               | 投手     | 2023年育成ドラフト5位                 |
| 021    | 松井颯                 | 投手     | 2024年自由契約→育成再契約             |
| 022    | 亀田啓太               | 捕手     | 2021年育成ドラフト3位                 |
| 023    | 田村朋輝               | 投手     | 2022年育成ドラフト2位                 |
| 024    | 坂本達也               | 捕手     | 2024年育成ドラフト1位                 |
| 025    | 竹下徠空               | 内野手   | 2024年育成ドラフト6位                 |
| 026    | 吉村優聖歩             | 投手     | 2022年育成ドラフト3位                 |
| 027    | 北村流音               | 内野手   | 2022年育成ドラフト8位                 |
| 028    | 富田龍                 | 投手     | 2021年育成ドラフト8位                 |
| 029    | 西川歩                 | 投手     | 2024年育成ドラフト5位                 |
| 030    | 吹田志道               | 投手     | 2024年育成ドラフト4位                 |
| 033    | 平山功太               | 外野手   | 2023年育成ドラフト7位                 |
| 034    | 森本哲星               | 投手     | 2022年育成ドラフト9位                 |
| 035    | エルビス・ルシアーノ   | 投手     | 2023年新外国人                        |
| 041    | 黄錦豪                 | 投手     | 2024年新外国人                        |
| 042    | フランシス・グズマン   | 投手     | 2025年新外国人                        |
| 044    | 大城元                 | 外野手   | 2022年育成ドラフト7位                 |
| 047    | 鴨打瑛二               | 投手     | 2021年育成ドラフト5位                 |
| 049    | クリスチャン・フェリス | 外野手   | 2025年新外国人                        |
| 051    | 舟越秀虎               | 外野手   | 2023年ソフトバンクを自由契約→育成契約 |
| 054    | 直江大輔               | 投手     | 2024年自由契約→育成再契約             |
| 063    | 花田侑樹               | 投手     | 2022年自由契約→育成再契約             |
| 068    | 代木大和               | 投手     | 2024年自由契約→育成再契約             |
| 077    | 石田隼都               | 投手     | 2024年自由契約→育成再契約             |

### 阪神タイガース
| 背番号 | 名前                     | 守備位置 | 入団経緯                  |
| ------ | ------------------------ | -------- | ------------------------- |
| 120    | 森木大智                 | 投手     | 2024年自由契約→育成再契約 |
| 121    | 鈴木勇斗                 | 投手     | 2024年自由契約→育成再契約 |
| 122    | 小川一平                 | 投手     | 2023年自由契約→育成再契約 |
| 123    | 松原快                   | 投手     | 2023年育成ドラフト1位     |
| 125    | 伊藤稜                   | 投手     | 2021年育成ドラフト1位     |
| 126    | 福島圭音                 | 外野手   | 2023年育成ドラフト2位     |
| 128    | 嶋村麟士朗               | 捕手     | 2024年育成ドラフト2位     |
| 130    | 川﨑俊哲                 | 内野手   | 2024年育成ドラフト4位     |
| 131    | ホセ・ベタンセス         | 投手     | 2024年新外国人            |
| 132    | アンソニー・マルティネス | 投手     | 2024年新外国人            |
| 133    | ジーン・アルナエス       | 内野手   | 2025年新外国人            |
| 134    | スタンリー・コンスエグラ | 外野手   | 2025年新外国人            |

### 中日ドラゴンズ
| 背番号 | 名前                   | 守備位置 | 入団経緯                  |
| ------ | ---------------------- | -------- | ------------------------- |
| 201    | 加藤竜馬               | 外野手   | 2024年自由契約→育成再契約 |
| 202    | 中村奈一輝             | 内野手   | 2024年育成ドラフト1位     |
| 203    | 井上剣也               | 投手     | 2024年育成ドラフト2位     |
| 207    | 星野真生               | 内野手   | 2023年自由契約→育成再契約 |
| 208    | 石川翔                 | 投手     | 2021年自由契約→育成再契約 |
| 209    | 福元悠真               | 外野手   | 2023年自由契約→育成再契約 |
| 212    | 野中天翔               | 投手     | 2022年育成ドラフト2位     |
| 213    | 森山暁生               | 投手     | 2023年自由契約→育成再契約 |
| 215    | 日渡騰輝               | 捕手     | 2023年育成ドラフト1位     |
| 216    | 菊田翔友               | 投手     | 2023年育成ドラフト2位     |
| 218    | 川上理偉               | 内野手   | 2023年育成ドラフト4位     |
| 219    | ランディ・マルティネス | 投手     | 2025年新外国人            |
| 220    | カルロス・モニエル     | 外野手   | 2024年新外国人            |

### オリックス・バファローズ
| 背番号 | 名前               | 守備位置 | 入団経緯                      |
| ------ | ------------------ | -------- | ----------------------------- |
| 017    | 陳睦衡             | 投手     | 2025年新外国人                |
| 034    | 村上喬一朗         | 捕手     | 2022年育成ドラフト5位         |
| 041    | 寿賀弘都           | 投手     | 2023年育成ドラフト1位         |
| 042    | 大江海透           | 投手     | 2023年育成ドラフト2位         |
| 043    | 宮國凌空           | 投手     | 2023年育成ドラフト3位         |
| 044    | 芦田丈飛           | 投手     | 2023年育成ドラフト4位         |
| 045    | 河野聡太           | 内野手   | 2023年育成ドラフト5位         |
| 051    | 今坂幸暉           | 内野手   | 2024年育成ドラフト1位         |
| 052    | 清水武蔵           | 内野手   | 2024年育成ドラフト2位         |
| 053    | 上原堆我           | 投手     | 2024年育成ドラフト3位         |
| 054    | 寺本聖一           | 外野手   | 2024年育成ドラフト4位         |
| 055    | 田島光祐           | 捕手     | 2024年育成ドラフト5位         |
| 056    | 乾健斗             | 投手     | 2024年育成ドラフト6位         |
| 122    | 村西良太           | 投手     | 2024年自由契約→育成再契約     |
| 124    | 遠藤成             | 内野手   | 2024年阪神を自由契約→育成契約 |
| 125    | ジャリッド・デール | 内野手   | 2025年新外国人                |
| 126    | 香月一也           | 内野手   | 2023年巨人を自由契約→育成契約 |
| 128    | 前佑囲斗           | 投手     | 2024年自由契約→育成再契約     |
| 130    | 小野泰己           | 投手     | 2023年自由契約→育成再契約     |
| 135    | 河内康介           | 投手     | 2024年自由契約→育成再契約     |
| 153    | 宜保翔             | 内野手   | 2024年自由契約→育成再契約     |

### 福岡ソフトバンクホークス
| 背番号 | 名前                       | 守備位置 | 入団経緯                  |
| ------ | -------------------------- | -------- | ------------------------- |
| 121    | ザイレン                   | 内野手   | 2024年育成ドラフト2位     |
| 122    | 藤野恵音                   | 内野手   | 2021年育成ドラフト1位     |
| 123    | 大泉周也                   | 外野手   | 2023年育成ドラフト1位     |
| 124    | 桑原秀侍                   | 内野手   | 2020年育成ドラフト3位     |
| 125    | 大友宗                     | 捕手     | 2024年育成ドラフト3位     |
| 126    | 宮里優吾                   | 投手     | 2023年育成ドラフト2位     |
| 127    | 広瀬結煌                   | 内野手   | 2024年育成ドラフト4位     |
| 128    | 河野伸一朗                 | 投手     | 2024年育成ドラフト5位     |
| 129    | 佐倉俠史朗                 | 内野手   | 2023年育成ドラフト3位     |
| 130    | 勝連大稀                   | 内野手   | 2019年育成ドラフト4位     |
| 131    | 中澤恒貴                   | 内野手   | 2023年育成ドラフト4位     |
| 133    | 星野恒太朗                 | 投手     | 2023年育成ドラフト5位     |
| 134    | 大城真乃                   | 投手     | 2020年育成ドラフト7位     |
| 135    | アレクサンダー・アルメンタ | 投手     | 2022年新外国人            |
| 136    | 大竹風雅                   | 投手     | 2022年自由契約→育成再契約 |
| 137    | 津嘉山憲志郎               | 投手     | 2024年育成ドラフト7位     |
| 138    | 相原雄太                   | 投手     | 2024年育成ドラフト8位     |
| 139    | 井﨑燦志郎                 | 投手     | 2021年育成ドラフト3位     |
| 140    | 岡田皓一朗                 | 投手     | 2024年育成ドラフト9位     |
| 141    | 澤柳亮太郎                 | 投手     | 2024年自由契約→育成再契約 |
| 142    | 藤原大翔                   | 投手     | 2023年育成ドラフト6位     |
| 143    | 漁府輝羽                   | 外野手   | 2024年育成ドラフト10位    |
| 144    | マルコ・シモン             | 外野手   | 2022年新外国人            |
| 145    | ハモンド                   | 投手     | 2021年育成ドラフト5位     |
| 146    | 藤田淳平                   | 投手     | 2023年育成ドラフト7位     |
| 147    | 木下勇人                   | 外野手   | 2024年育成ドラフト11位    |
| 148    | 山崎琢磨                   | 投手     | 2021年育成ドラフト7位     |
| 149    | 熊谷太雅                   | 投手     | 2024年育成ドラフト12位    |
| 151    | 加藤晴空                   | 捕手     | 2021年育成ドラフト10位    |
| 152    | 塩士暖                     | 投手     | 2024年育成ドラフト13位    |
| 153    | 張峻瑋                     | 投手     | 2025年新外国人            |
| 154    | 生海                       | 外野手   | 2024年自由契約→育成再契約 |
| 155    | 風間球打                   | 投手     | 2024年自由契約→育成再契約 |
| 156    | ルイス・ロドリゲス         | 投手     | 2022年新外国人            |
| 157    | 田上奏大                   | 投手     | 2024年自由契約→育成再契約 |
| 158    | 赤羽蓮                     | 投手     | 2022年育成ドラフト1位     |
| 159    | 山下恭吾                   | 内野手   | 2022年育成ドラフト2位     |
| 160    | 長水啓眞                   | 投手     | 2023年育成ドラフト8位     |
| 161    | 内野海斗                   | 投手     | 2022年育成ドラフト4位     |
| 162    | 岡植純平                   | 投手     | 2022年育成ドラフト5位     |
| 163    | 佐々木明都                 | 投手     | 2022年育成ドラフト6位     |
| 164    | 水口創太                   | 投手     | 2022年育成ドラフト7位     |
| 166    | 重松凱人                   | 外野手   | 2022年育成ドラフト9位     |
| 167    | 川原田純平                 | 内野手   | 2024年自由契約→育成再契約 |
| 168    | 佐藤航太                   | 内野手   | 2022年育成ドラフト11位    |
| 169    | 飛田悠成                   | 投手     | 2022年育成ドラフト12位    |
| 170    | 西尾歩真                   | 内野手   | 2022年育成ドラフト13位    |
| 171    | 盛島稜大                   | 捕手     | 2022年育成ドラフト14位    |
| 173    | ホセ・オスーナ             | 外野手   | 2023年新外国人            |
| 175    | デービッド・アルモンテ     | 内野手   | 2024年新外国人            |
| 176    | ダリオ・サルディ           | 投手     | 2024年新外国人            |

### 北海道日本ハムファイターズ
| 背番号 | 名前         | 守備位置 | 入団経緯                      |
| ------ | ------------ | -------- | ----------------------------- |
| 111    | 濵田泰希     | 内野手   | 2023年育成ドラフト1位         |
| 112    | 平田大樹     | 外野手   | 2023年育成ドラフト2位         |
| 113    | 加藤大和     | 投手     | 2023年育成ドラフト3位         |
| 114    | 松本遼大     | 投手     | 2020年育成ドラフト1位         |
| 115    | 清宮虎多朗   | 投手     | 2024年楽天を自由契約→育成契約 |
| 121    | 川勝空人     | 投手     | 2024年育成ドラフト1位         |
| 122    | 澁谷純希     | 投手     | 2024年育成ドラフト2位         |
| 125    | 藤田大清     | 外野手   | 2022年育成ドラフト1位         |
| 126    | 中山晶量     | 投手     | 2022年育成ドラフト2位         |
| 127    | 山口アタル   | 外野手   | 2022年育成ドラフト3位         |
| 128    | 山本晃大     | 投手     | 2022年育成ドラフト4位         |
| 150    | マイカ与那嶺 | 捕手     | 2025年新外国人                |
| 154    | 安西叶翔     | 投手     | 2024年自由契約→育成再契約     |
| 163    | 北浦竜次     | 投手     | 2024年自由契約→育成再契約     |

### 千葉ロッテマリーンズ
| 背番号 | 名前                   | 守備位置 | 入団経緯                              |
| ------ | ---------------------- | -------- | ------------------------------------- |
| 120    | 田中楓基               | 投手     | 2021年育成ドラフト1位                 |
| 121    | 本前郁也               | 投手     | 2024年自由契約→育成再契約             |
| 122    | 森遼大朗               | 投手     | 2024年自由契約→育成再契約             |
| 123    | 秋山正雲               | 投手     | 2024年自由契約→育成再契約             |
| 124    | 中村亮太               | 投手     | 2024年ソフトバンクを自由契約→育成契約 |
| 125    | 永島田輝斗             | 投手     | 2021年育成ドラフト3位                 |
| 129    | 勝又琉偉               | 内野手   | 2022年育成ドラフト3位                 |
| 130    | 谷村剛                 | 内野手   | 2024年育成ドラフト1位                 |
| 131    | 茨木佑太               | 投手     | 2024年育成ドラフト2位                 |
| 132    | 長島幸佑               | 投手     | 2024年育成ドラフト3位                 |
| 133    | 武内涼太               | 投手     | 2023年育成ドラフト1位                 |
| 134    | 松石信八               | 内野手   | 2023年育成ドラフト2位                 |
| 135    | 髙野光海               | 外野手   | 2023年育成ドラフト3位                 |
| 136    | 藤田和樹               | 外野手   | 2023年育成ドラフト4位                 |
| 137    | 富山紘之進             | 捕手     | 2023年育成ドラフト5位                 |
| 138    | アンディ・マーティン   | 外野手   | 2024年新外国人                        |
| 139    | エルウィン・パラシオス | 投手     | 2025年新外国人                        |

### 横浜DeNAベイスターズ
| 背番号 | 名前         | 守備位置 | 入団経緯                              |
| ------ | ------------ | -------- | ------------------------------------- |
| 043    | 深沢鳳介     | 投手     | 2024年自由契約→育成再契約             |
| 100    | 蓮           | 内野手   | 2022年育成ドラフト2位                 |
| 101    | 草野陽斗     | 投手     | 2022年育成ドラフト5位                 |
| 102    | 清水麻成     | 投手     | 2023年育成ドラフト2位                 |
| 103    | 金渕光希     | 投手     | 2024年育成ドラフト3位                 |
| 108    | 今野瑠斗     | 投手     | 2022年育成ドラフト3位                 |
| 111    | 吉岡暖       | 投手     | 2024年育成ドラフト2位                 |
| 125    | 小笠原蒼     | 内野手   | 2023年育成ドラフト3位                 |
| 127    | 上甲凌大     | 捕手     | 2024年自由契約→育成再契約             |
| 129    | 西巻賢二     | 内野手   | 2024年自由契約→育成再契約             |
| 130    | 近藤大雅     | 捕手     | 2023年育成ドラフト5位                 |
| 133    | 粟飯原龍之介 | 内野手   | 2023年自由契約→育成再契約             |
| 155    | 小針大輝     | 外野手   | 2024年育成ドラフト1位                 |
| 193    | 高見澤郁魅   | 内野手   | 2023年育成ドラフト1位                 |
| 199    | 笠谷俊介     | 投手     | 2024年ソフトバンクを自由契約→育成契約 |

### 埼玉西武ライオンズ
| 背番号 | 名前                 | 守備位置 | 入団経緯                  |
| ------ | -------------------- | -------- | ------------------------- |
| 112    | 大曲錬               | 投手     | 2024年自由契約→育成再契約 |
| 113    | 野田海人             | 捕手     | 2024年自由契約→育成再契約 |
| 114    | 上間永遠             | 投手     | 2021年自由契約→育成再契約 |
| 116    | ビクター・ロペス     | 投手     | 2024年新外国人            |
| 117    | 宮澤太成             | 投手     | 2024年自由契約→育成再契約 |
| 118    | 野村和輝             | 内野手   | 2022年育成ドラフト1位     |
| 120    | 井上広輝             | 投手     | 2023年自由契約→育成再契約 |
| 121    | 三浦大輝             | 投手     | 2022年育成ドラフト3位     |
| 122    | 是澤涼輔             | 捕手     | 2022年育成ドラフト4位     |
| 123    | 冨士大和             | 投手     | 2024年育成ドラフト1位     |
| 124    | アンソニー・ガルシア | 外野手   | 2024年自由契約→育成再契約 |
| 125    | シンクレア           | 投手     | 2023年育成ドラフト1位     |
| 126    | 谷口朝陽             | 内野手   | 2023年育成ドラフト2位     |
| 127    | 森脇亮介             | 投手     | 2023年自由契約→育成再契約 |
| 129    | 川下将勲             | 投手     | 2023年育成ドラフト3位     |
| 130    | 金子功児             | 内野手   | 2023年育成ドラフト4位     |
| 131    | 木瀬翔太             | 投手     | 2023年育成ドラフト5位     |
| 132    | ラマル               | 内野手   | 2024年育成ドラフト3位     |
| 133    | 佐藤爽               | 投手     | 2024年育成ドラフト4位     |
| 134    | 川野涼太             | 内野手   | 2023年自由契約→育成再契約 |
| 137    | 澤田遥斗             | 外野手   | 2024年育成ドラフト5位     |
| 138    | 福尾遥真             | 内野手   | 2024年育成ドラフト6位     |
| 139    | オケム               | 外野手   | 2024年育成ドラフト7位     |

### 広島東洋カープ
| 背番号 | 名前               | 守備位置 | 入団経緯                  |
| ------ | ------------------ | -------- | ------------------------- |
| 120    | 杉田健             | 投手     | 2023年育成ドラフト1位     |
| 121    | 名原典彦           | 外野手   | 2022年育成ドラフト1位     |
| 122    | 安竹俊喜           | 捕手     | 2024年育成ドラフト3位     |
| 123    | 小船翼             | 投手     | 2024年育成ドラフト1位     |
| 126    | 竹下海斗           | 投手     | 2024年育成ドラフト2位     |
| 128    | 杉原望来           | 投手     | 2023年育成ドラフト3位     |
| 129    | 小林樹斗           | 投手     | 2024年自由契約→育成再契約 |
| 130    | モイセス・ラミレス | 内野手   | 2024年新外国人            |
| 131    | ネルソン・ロベルト | 外野手   | 2024年新外国人            |

### 東京ヤクルトスワローズ
| 背番号 | 名前       | 守備位置 | 入団経緯                              |
| ------ | ---------- | -------- | ------------------------------------- |
| 012    | 廣澤優     | 投手     | 2024年育成ドラフト2位                 |
| 014    | 西舘昂汰   | 投手     | 2024年自由契約→育成再契約             |
| 016    | 西濱勇星   | 投手     | 2024年育成契約（NPB復帰）             |
| 017    | 翔聖       | 投手     | 2023年育成ドラフト1位                 |
| 018    | 鈴木康平   | 投手     | 2024年巨人を自由契約→育成契約         |
| 019    | 佐藤琢磨   | 投手     | 2024年ソフトバンクを自由契約→育成契約 |
| 022    | 松本龍之介 | 捕手     | 2024年育成ドラフト4位                 |
| 023    | 澤野聖悠   | 内野手   | 2024年楽天を自由契約→育成契約         |
| 025    | 根岸辰昇   | 内野手   | 2024年育成ドラフト1位                 |
| 026    | 髙野颯太   | 内野手   | 2023年育成ドラフト2位                 |

### 東北楽天ゴールデンイーグルス
| 背番号 | 名前       | 守備位置 | 入団経緯                  |
| ------ | ---------- | -------- | ------------------------- |
| 017    | 王彦程     | 投手     | 2019年新外国人            |
| 022    | 水上桂     | 捕手     | 2022年自由契約→育成再契約 |
| 030    | 平良竜哉   | 内野手   | 2024年自由契約→育成再契約 |
| 130    | 古賀康誠   | 投手     | 2022年育成ドラフト2位     |
| 131    | 永田颯太郎 | 内野手   | 2022年育成ドラフト4位     |
| 132    | 岸本佑也   | 内野手   | 2024年育成ドラフト1位     |
| 137    | 江川侑斗   | 捕手     | 2019年育成ドラフト1位     |
| 197    | 蕭齊       | 投手     | 2025年新外国人            |

## 研修生
育成選手制度には育成選手の他に研修生という登録形態も設けられており、ドラフト会議を得ずに獲得できるなど育成選手とは大きく制度が異なる。ただし研修生として登録された選手は一人もいない。
- 研修生としての契約はドラフト会議による指名を受けていない選手（プロ野球選手として野球の技術、能力およびマナー等の育成指導を受けること）に対して行うもので、選手保有、人数、選考資格、採用などは各球団の任意とされる。
- 研修生はドラフト会議前に契約を結ぶことができる（承認の前に実行委員会の承諾を得る）が、支配下選手契約または育成選手契約をする場合は正規のドラフトにかける必要がある。基本的にどの球団であっても自球団または他球団の保有する研修生を指名することが可能であるが、契約の締結日は学校卒業生は卒業年の4月1日からの12月31日までの間、その他の者は毎年1月1日から12月31日までの間に可能とする。研修生としての在籍年限は3年間だが、3年を過ぎて契約を更新しても構わない。報酬および研修支援費は契約で定めるものとする。日本野球機構の年金規定対象者には該当しない。
- 入団に当たっては入団テスト（1週間以内の合否を必要とする）をすることができる。ただし現役の大学生、高専生、高校生は日本学生野球憲章に抵触するため、テストを受けられない（卒業見込の者を除く）[注 4]。球団よりコミッショナーに届け出て野球研修生名簿に記載された者が研修生として見なされる。
- 研修生のドラフト指名に関しては所属球団(自球団・保有球団)に優先獲得権を認める特例（※）がある。地位の得喪変更をするときは研修生名簿に記載する。また他球団との交渉（トレード）も同様である（※特例内容）。
- 自球団が研修生を支配下選手や育成選手で指名しようとする場合はドラフト会議予定日一定の期日前までに通知する。
- 他球団が研修生として自球団（保有球団）に対して指名するためには自球団に一次或いは二次のいずれのドラフトで指名するかを事前に通知する。通知を受けた自球団（保有球団）は選択指名の有無を他球団（指名予定球団）に対して通知する。その場合に一次ドラフト、二次ドラフトそれぞれで自球団（保有球団）が指名の優先権を持つが、他球団（指名予定球団）が一次ドラフトで指名し自球団（保有球団）が一次ドラフトで指名しなかった場合は、自球団（保有球団）は二次ドラフトで指名することはできない。
- 研修生として3年以上（7月1日以降に入団した場合は入団年は期間にはカウントされない）経過している選手の場合は、自球団（保有球団）はその直後の選択会議において該当する研修生を事前に公表した上で一次、二次ともに該当選手を各2名、合計3名までを、指名した場合に指名順位に関わらず優先的に交渉権を獲得することができる。
- 他球団（指名予定球団）の研修生が3年経過したが自球団（保有球団）から事前に指名予定選手として公表されなかった場合には、他球団（指名予定球団）は自球団（保有球団）の選手以外を自球団（保有球団）の優先権を適用されずに指名することができる。
- 選択会議の翌年3月末現在で満25歳以上の研修生については在籍年数に関わらず、毎年選択対象者としていずれの球団も指名可能である。自球団（保有球団）の優先権は適用されない。

## 成果
2005年にスタートした同制度であるが、早くも2006年5月23日に福岡ソフトバンクホークスの小斉祐輔と西山道隆が支配下選手登録を受け、同月28日には西山が一軍初登板を、6月3日には小斉も一軍初出場を果たした。その後、西山は一軍未勝利のまま2009年限りで戦力外となったが、小斉は2007年8月23日に育成出身選手としての初安打を、2008年5月6日には初本塁打を記録している。
育成出身選手として初めて一軍の主力クラスに成長したのは、巨人の山口鉄也である。山口は2007年5月9日に育成出身選手としての初勝利を挙げると、2008年にはセットアッパーに定着して11勝を挙げ、育成出身選手として初めての新人王に輝いた。2009年にはWBC日本代表にも選出され、世界一に貢献。シーズンでも最優秀中継ぎ投手を受賞し、育成出身者初のタイトルホルダー、そして初の年俸1億円プレーヤーとなった。
同じく巨人のウィルフィン・オビスポは2009年7月2日に育成出身選手として先発での初勝利を挙げるなど、外国人枠の関係で出番は限られたがシーズン6勝を記録。ポストシーズンではこの年のクライマックスシリーズの2ndステージ第2戦、日本シリーズ第3戦に先発してそれぞれ勝利投手となり、育成出身選手のポストシーズン初勝利、日本シリーズ初勝利を記録した。また巨人での育成選手から支配下選手への昇格第1号となった松本哲也は、2009年に「2番・中堅手」のポジションを獲得し、シーズン通して3割前後の打率を維持した。そして育成枠出身選手初のゴールデングラブ賞、育成枠出身野手初の新人王を獲得。2年続けて育成枠出身選手が新人王を受賞。2009年の新語・流行語大賞に『育成選手』がノミネートされた。
東北楽天ゴールデンイーグルスの中村真人、内村賢介は2008年のシーズン後半に1・2番コンビを組み、中村に関しては「悪球打ち」でも話題になった。2007年に広島東洋カープに在籍したエスマイリン・カリダは、2009年にシカゴ・カブスで育成制度出身者としては初となるメジャーリーグ昇格を果たした。
2017年以降、福岡ソフトバンクホークスにおける育成出身選手の活躍は目覚ましく、育成出身選手として史上初となる日本シリーズの開幕投手を務め、同初となるノーヒットノーランの達成及び最多奪三振のタイトルを獲得し、奪三振率のNPB記録を樹立した千賀滉大を筆頭に、チームの正捕手に定着した甲斐拓也（現巨人）、代走能力を買われ支配下登録1年目ながら日本代表に選出された周東佑京、一軍の戦力として定着しているリバン・モイネロ、石川柊太（現ロッテ）、牧原大成、大竹耕太郎（現阪神）、など数多くの選手を輩出しチーム戦力の大きな向上に繋げている。2020年度には千賀が最優秀防御率、最多奪三振、最多勝、石川が最多勝、最高勝率、モイネロが最優秀中継ぎ、周東が最多盗塁のタイトルを獲得し、育成出身選手による投打7冠を達成した。2022年シーズンにも広島東洋カープを戦力外となり四国アイランドリーグplusを経て育成契約から開幕直前に支配下登録された藤井皓哉、支配下2年目で先発ローテーションに抜擢された大関友久、プロ初スタメンで初打席から2打席連続本塁打を放った渡邉陸など、多くの元育成選手の活躍が目立つ。2023年には、千賀がFA権を行使してニューヨーク・メッツに入団し、育成ドラフト出身の選手としては初となるメジャーリーガーとなり、石川のノーヒットノーラン（8月18日）、周東が育成出身野手初となる大樹生命月間MVPを獲得した。また、石川と甲斐については2024年オフに共に国内FA権を行使して他球団に移籍しており、FA権を行使して国内の他球団に移籍した初の事例となった。
中日ドラゴンズのライデル・マルティネス（現巨人）は2018年シーズン途中に支配下登録されて以降、2022年と2024年に最多セーブのタイトルを獲得し、さらには育成出身選手では初めて通算150セーブを達成した。
このような状況を受け、各球団の育成選手数、支配下選手への昇格例も増加傾向にある。2010年秋のドラフトにおいては、総指名者97名のうちほぼ3割に当たる29名が育成選手として指名を受けるなど、この傾向はさらに顕著になっている。育成選手制度には独立リーグとの軋轢などの問題（詳細は後述）も指摘されるが、不況によって活動停止に追い込まれる社会人野球チームが増える中、若手選手の有効な発掘・育成の場として一定の成果を挙げつつあるといえる。
なお、育成選手としてプロ入りした選手で規定打席に到達した選手は、2011年のロッテの岡田幸文とオリックスのアーロム・バルディリスが初であり、規定投球回を投げた投手は2012年のソフトバンクの山田大樹が初である（単なる「育成選手契約経験者」を含めると、2007年に中日と育成選手契約した中村紀洋が同年規定打席に到達している）。
一方、埼玉西武ライオンズは「全選手が育成すべき選手である」という方針により育成選手を獲得していなかったが、2011年の育成ドラフトで初めて藤澤亨明を指名し、捕手の中田祥多を支配下選手から育成登録した。北海道日本ハムファイターズも「実戦体験に勝る練習は無い」という方針により育成選手を獲得していなかったが、2018年の育成ドラフトで初めて海老原一佳を指名し、内野手の森本龍弥を支配下選手から育成登録した。

## 育成選手枠を巡る出来事

### 金本明博選手の契約変更
2007年4月26日、中日ドラゴンズは入団2年目の金本明博を投手から野手へと転向させる。それに伴いこの年中の一軍昇格はないと判断し、さらに加えて上限の70名まで埋まっている支配下登録選手枠に空きを作りたいという思惑から、金本をウェイバー公示にかけて他球団から獲得の意思がなかった場合に育成選手として再契約することを決めた。この手法に対して選手会は「戦力補強の抜け道になりかねない。本来の制度趣旨と違う」と中日球団に抗議。これに対して中日監督の落合博満は「本人と充分に話し合って同意を得た上で、決められたルールに従ってやったことだ。本来なら金本は、8月には整理リストに入っていても（解雇の候補に挙がっても）おかしくない選手。育成選手枠の存在があるからこそ、金本は今も中日のユニフォームを着ていられるんだ」と真っ向から反論した。
5月1日、セントラル・リーグの会長の豊蔵一は金本のウェイバー公示の取り消しを中日球団に通告。「育成選手枠の本来の趣旨と違う」「総合的に判断して決めた。ウェイバー公示の一方的な取り消しは規約違反だと分かってはいるが、承知の上」と弁明。だが落合監督は「正規のルールに従ってやっていることなのに、なぜそういうことになるのか」と重ねて反論。
5月7日、中日球団はウェイバー公示を再申請したものの、セ・リーグはこの申請を却下。中日球団はこの決定を不服とし、「申請の不受理は野球協約違反」を理由にコミッショナーに提訴する方針を発表した。
5月11日、中日の球団社長の西川は「ズルズルいくと球団にも金本にも益がない。他球団ともぎくしゃくした関係が生じかねない」として、コミッショナーへの提訴を断念した。これに対し、豊蔵は「中日球団が球界全体の利害を考慮し、現実的で穏当な判断をされたものと思う。連盟の不手際などで金本選手は不安な思いだっただろうが、今後は野球に専念し、グラウンドでいい結果を残してくれるよう活躍を期待する」との談話を発表した。ただし中日球団は「あくまでもルール通りにやったことでこちらに一切不備はない」と強調。連盟に対して育成選手枠に関してのルールの見直しを強く要求している。
10月29日、球団は金本へ戦力外通告するとともに自由契約とし、育成選手での再契約を提示するが、金本はこれを拒否し引退を選択した。
日本プロ野球選手会の会長の東京ヤクルトスワローズの宮本慎也は一連の騒動において、「球界のためにもいい制度であってほしい。金本君と一度会って、今後のことも含めて話をしたい」と語っていたが、実際に会談が行われたかは不明。
この一連の事例は育成制度導入前に問題点と指摘されていたが、ルール上問題なしとされていた（ただし選手会との合意が取れていたかは不明）。

### 独立リーグへの派遣
2007年10月1日のプロ野球運営実行委員会で、千葉ロッテマリーンズの球団社長の瀬戸山隆三は、5〜8人程度の育成選手を獲得した上で、独立リーグである四国アイランドリーグの徳島インディゴソックスに派遣する構想を表明した。当日の委員会では結論が出ず、継続審議の扱いになった。一部球団からは「イースタン・リーグの混成チームであるフューチャーズの活用が先ではないか」といった意見が出された。その後、社会人野球側から「育成選手制度の本来の趣旨と異なる」という指摘がなされ、NPB内部の他に社会人野球側とも調整が必要な状況となった。
11月6日のプロ野球運営実行委員会でも合意には至らず、引き続き継続審議となったが、次回の委員会の前にドラフト会議を迎えるため、翌年の派遣については困難という報道がなされた。この点について、瀬戸山社長はドラフトで6人程度を指名した上で引き続き他球団や社会人野球に理解を求めていくと表明した。
ロッテは、2007年11月11日にトライアウトを実施。その結果をもとに、11月19日に開かれたドラフト会議でアイランドリーグ所属の3人を含む5人を育成枠で指名した。入団後は支配下登録を目指して当面イースタン・リーグやフューチャーズで育成しながら、独立リーグの球団へ育成選手を派遣する構想も引き続き持っていた。
その後、この構想については具体的な進展がない状態がしばらく続き、2007年に指名された育成選手のうち、支配下登録されていなかった4人は2009年のシーズン終了後に戦力外通告を受けた。2012年3月、プロ野球運営実行委員会の承認後に育成選手の独立リーグ（四国アイランドリーグplusおよびベースボール・チャレンジ・リーグ）への派遣を認めるとする規則ができた。これに従い、同年のシーズンに広島東洋カープから3選手が四国アイランドリーグの2球団に派遣された。派遣対象となる選手は入団2年目以降となっていたが、2013年度から外国人選手に限って1年目から派遣が認められることになった。
| 年     | 所属球団                     | 名前                         | 派遣先球団                   |
| ------ | ---------------------------- | ---------------------------- | ---------------------------- |
| 2012年 | 広島東洋カープ               | 山野恭介                     | 香川オリーブガイナーズ       |
| 2012年 | 広島東洋カープ               | 永川光浩                     | 徳島インディゴソックス       |
| 2012年 | 広島東洋カープ               | 中村亘佑                     | 徳島インディゴソックス       |
| 2013年 | 広島東洋カープ               | 池ノ内亮介                   | 愛媛マンダリンパイレーツ     |
| 2013年 | 広島東洋カープ               | 永川光浩                     | 香川オリーブガイナーズ       |
| 2013年 | 広島東洋カープ               | 塚田晃平                     | 高知ファイティングドッグス   |
| 2013年 | 広島東洋カープ               | 小松剛                       | 徳島インディゴソックス       |
| 2013年 | オリックス・バファローズ     | 稲倉大輝                     | 福井ミラクルエレファンツ     |
| 2013年 | オリックス・バファローズ     | 山崎正貴                     | 福井ミラクルエレファンツ     |
| 2014年 | 横浜DeNAベイスターズ         | 今井金太                     | 群馬ダイヤモンドペガサス     |
| 2014年 | 広島東洋カープ               | 辻空                         | 愛媛マンダリンパイレーツ     |
| 2014年 | 広島東洋カープ               | 森下宗                       | 愛媛マンダリンパイレーツ     |
| 2015年 | 中日ドラゴンズ               | 川崎貴弘                     | 香川オリーブガイナーズ       |
| 2015年 | 阪神タイガース               | 田面巧二郎                   | 福井ミラクルエレファンツ     |
| 2015年 | 阪神タイガース               | トラヴィス                   | 福井ミラクルエレファンツ     |
| 2015年 | 東北楽天ゴールデンイーグルス | 高堀和也                     | 福島ホープス                 |
| 2015年 | 埼玉西武ライオンズ           | 前川恭兵                     | 武蔵ヒートベアーズ           |
| 2016年 | 中日ドラゴンズ               | 岸本淳希                     | 香川オリーブガイナーズ       |
| 2016年 | 中日ドラゴンズ               | 川崎貴弘                     | 福島ホープス                 |
| 2016年 | 阪神タイガース               | 一二三慎太                   | 石川ミリオンスターズ         |
| 2016年 | 広島東洋カープ               | 木村聡司                     | 愛媛マンダリンパイレーツ     |
| 2016年 | 広島東洋カープ               | 松浦耕大                     | 愛媛マンダリンパイレーツ     |
| 2016年 | オリックス・バファローズ     | 戸田亮                       | 福井ミラクルエレファンツ     |
| 2017年 | 中日ドラゴンズ               | 浜田智博                     | 香川オリーブガイナーズ       |
| 2017年 | オリックス・バファローズ     | 角屋龍太                     | 福井ミラクルエレファンツ     |
| 2018年 | オリックス・バファローズ     | 神戸文也                     | 福井ミラクルエレファンツ     |
| 2019年 | 横浜DeNAベイスターズ         | レミー・コルデロ             | 信濃グランセローズ           |
| 2019年 | 東北楽天ゴールデンイーグルス | 下妻貴寛                     | 埼玉武蔵ヒートベアーズ       |
| 2019年 | 東北楽天ゴールデンイーグルス | 千葉耕太                     | 埼玉武蔵ヒートベアーズ       |
| 2019年 | 東北楽天ゴールデンイーグルス | 野元浩輝                     | 埼玉武蔵ヒートベアーズ       |
| 2020年 | 横浜DeNAベイスターズ         | レミー・コルデロ             | 神奈川フューチャードリームス |
| 2020年 | 横浜DeNAベイスターズ         | ジョフレック・ディアス       | 神奈川フューチャードリームス |
| 2020年 | 横浜DeNAベイスターズ         | フランディー・デラロサ       | 神奈川フューチャードリームス |
| 2020年 | 横浜DeNAベイスターズ         | 宮城滝太                     | 神奈川フューチャードリームス |
| 2021年 | 横浜DeNAベイスターズ         | レミー・コルデロ             | 神奈川フューチャードリームス |
| 2021年 | 横浜DeNAベイスターズ         | スターリン                   | 神奈川フューチャードリームス |
| 2021年 | 横浜DeNAベイスターズ         | ジョフレック・ディアス       | 神奈川フューチャードリームス |
| 2021年 | 横浜DeNAベイスターズ         | フランディー・デラロサ       | 神奈川フューチャードリームス |
| 2021年 | 千葉ロッテマリーンズ         | ホセ・アコスタ               | 栃木ゴールデンブレーブス     |
| 2021年 | 埼玉西武ライオンズ           | 大窪士夢                     | 埼玉武蔵ヒートベアーズ       |
| 2021年 | 埼玉西武ライオンズ           | 出井敏博                     | 埼玉武蔵ヒートベアーズ       |
| 2022年 | 横浜DeNAベイスターズ         | 勝又温史                     | 神奈川フューチャードリームス |
| 2022年 | 横浜DeNAベイスターズ         | 加藤大                       | 神奈川フューチャードリームス |
| 2022年 | 横浜DeNAベイスターズ         | スターリン                   | 神奈川フューチャードリームス |
| 2022年 | 横浜DeNAベイスターズ         | ハンセル・マルセリーノ       | 神奈川フューチャードリームス |
| 2023年 | 横浜DeNAベイスターズ         | 加藤大                       | 神奈川フューチャードリームス |
| 2023年 | 横浜DeNAベイスターズ         | スターリン                   | 神奈川フューチャードリームス |
| 2024年 | 横浜DeNAベイスターズ         | 粟飯原龍之介                 | 神奈川フューチャードリームス |
| 2024年 | 横浜DeNAベイスターズ         | 今野瑠斗                     | 神奈川フューチャードリームス |
| 2024年 | 横浜DeNAベイスターズ         | アレクサンダー・マルティネス | 神奈川フューチャードリームス |
| 2024年 | 横浜DeNAベイスターズ         | 蓮                           | 神奈川フューチャードリームス |

### ファーム参加球団への派遣
2024年から二軍戦に参加するオイシックス新潟アルビレックス・ベースボール・クラブとくふうハヤテベンチャーズ静岡については、戦力格差を避けるため、既存12球団から最大5人の育成選手の派遣を受けることができる。
同年7月に読売ジャイアンツの木下幹也がくふうハヤテに派遣されることが発表され、第1号となった。
| 年     | 所属球団                 | 名前     | 派遣先球団                       |
| ------ | ------------------------ | -------- | -------------------------------- |
| 2024年 | 読売ジャイアンツ         | 木下幹也 | くふうハヤテベンチャーズ静岡     |
| 2025年 | 読売ジャイアンツ         | 山田龍聖 | くふうハヤテベンチャーズ静岡     |
| 2025年 | 読売ジャイアンツ         | 田村朋輝 | くふうハヤテベンチャーズ静岡     |
| 2025年 | 福岡ソフトバンクホークス | 宮里優吾 | オイシックス新潟アルビレックスBC |
| 2025年 | 福岡ソフトバンクホークス | 大竹風雅 | くふうハヤテベンチャーズ静岡     |

### 社会人選手の育成ドラフト指名
2011年のドラフト会議で、ソフトバンクが広島の社会人チーム「伯和ビクトリーズ」の星野雄大を育成ドラフトの指名リストに入れていたが、「企業所属の選手は技術向上と社会教育という育成制度の理念から外れるので、指名するならば支配下選手として指名すべき」という日本野球連盟からの申し入れにより指名を断念した。なお、星野は2012年は四国アイランドリーグplus・香川に在籍し、2012年のドラフト会議でヤクルトから支配下選手として5位指名を受けている。
2018年のドラフト会議でも「山岸ロジスターズ」の則本佳樹の所属を巡って育成ドラフト会議が中断し、クラブチーム所属の確認が取れた後に再開した。
なお、出自によるドラフトでの指名に明確な規定や制限はないが、過去には2006年に巨人がJR東日本の鈴木誠を育成1位で獲得した例がある。

### チームスタッフの一時的な現役復帰
故障者が続出し二軍戦に出場できる選手が不足しているなどの理由で、一度現役を引退してコーチやチームスタッフを務めている者と、所属球団が育成選手契約を結び一時的に現役復帰させた例がある。特に捕手の復帰事例が多く見られる。
- 2015年：横山徹也（東北楽天ゴールデンイーグルス・ブルペン捕手）

一軍の捕手陣にけが人が続出し一時二軍の捕手が育成契約の外国人選手のみとなったため、前年まで四国アイランドリーグplusの愛媛マンダリンパイレーツでプレーしていた横山と育成契約。二軍戦14試合に出場。
シーズン終了後再び引退し、ブルペン捕手に戻った。
- 2015年：阿部健太（東京ヤクルトスワローズ・打撃投手）

野手陣の故障者続出により前年に現役を引退した阿部と育成契約。登録上は投手だが、出場した二軍戦11試合全て野手として起用され、守備に就く際には外野を守った。
シーズン終了後再び引退しスカウトへ転身。
- 2017年：新田玄気（東京ヤクルトスワローズ・ブルペン捕手）

野手陣の故障者続出により二軍の捕手が1名のみとなったため、2014年に引退した新田と育成契約。二軍戦3試合に出場したが、実際に捕手の守備に就くことはなく一塁と二塁を守った。
シーズン終了後再び引退し、ブルペン捕手に戻った。
- 2019年：星孝典（埼玉西武ライオンズ・二軍育成コーチ）

一時的な二軍の捕手不足のため、2016年に引退した星と育成契約。形式上コーチ登録は抹消されたが、球団公式サイトでは当初コーチ兼任として表記されていた。その後実態に合わせて修正されている。二軍戦には捕手として1試合のみ出場。
シーズン終了後は再び専任コーチを打診されていたが退団を申し入れ、楽天のコーチに就任している。
- 2019年：靍岡賢二郎（横浜DeNAベイスターズ・二軍バッテリーコーチ補佐兼育成担当）

一時的な二軍の捕手不足のため、2015年に引退した靍岡と育成契約。球団公式サイトではコーチの場合（87）と選手の場合（087）とで別々の背番号のページが用意されている。結果として二軍戦には出場せずにシーズンを終えた。
シーズン終了後自由契約となり、翌年からは球団職員となった。
- 2022年：駒月仁人（埼玉西武ライオンズ・ブルペン捕手兼スコアラー）

一時的な二軍の捕手不足のため、前年に引退した駒月と育成契約。結果として二軍戦には出場せずにシーズンを終えた。
シーズン終了後自由契約となり、ブルペン捕手に復帰した。

### トレード
前述の通り、シーズン途中に育成選手をトレードにより移籍させることが可能である。
制度導入後も長らく実例がなかったが、2024年7月5日に埼玉西武ライオンズから福岡ソフトバンクホークスに齊藤大将がトレードされ、初の事例となった。なお、ソフトバンクから西武へ交換相手として野村大樹がトレードされている。

### 出場選手数上限に関する問題
上述の通り、現行のルールでは育成選手は公式戦1試合につき最大5名までしか出場できない。このルールについて、阪神タイガース二軍監督の平田勝男は、ルールができたばかりの頃に比べてどの球団も育成選手を多く抱える現在では、このルールの存在が育成選手のアピールの大きな妨げになると批判している。